# Карирани ливадар
Карирани ливадар (лат. Heteropterus morpheus) врста је дневног лептира из породице скелара (лат. Hesperiidae). Једини је представник рода Heteropterus.

## Распрострањеност и станиште

### Распрострањеност
Врста се може наћи у изолованим европским популацијама, па све до централне Азије и Кореје. У Европи, врста насељава следеће државе: Шведска, Финска, Естонија, Литванија, Летонија, Белорусија, Украјина, Пољска, Румунија, Бугарска, Србија, Босна и Херцеговина, Хрватска, Словенија, Мађарска, Словачка, Чешка, Аустрија, Италија, Швајцарска, Немачка, Данска, Холандија, Белгија, Француска, те европски део Турске.

### Станиште
Врста као станиште бира искључиво влажне и/или плавне ливаде, најчешће на мањој надморској висини, мада се неретко пење и до 1.300мнв. Таква станишта се најчешће налазе поред чистих потока, плавних река или језера. Још један од захтева ове врсте је присуство биљака из родова Eriophorum, Calamagrostis, Poa, Brachypodium и Molinia, којима се храни гусеница овог лептира. Најпознатија станишта ове врсте у Србији су она са Фрушке горе и Таре.

## Исхрана гусенице
Као што је већ наведено, гусеница овог лептира се развија на биљкама из фамилије правих трава (Poaceae), и то на родовима: Eriophorum, , ,  и Molinia. 
Женке полажу јаја на влати траве, а из њих еклодирају гусенице које се хране и презимљавају након другог пресвлачења. Зреле су у јуну. Изутетно су спљоштене и одмарају приљубљене уз влат траве. Интегумент је зелено боје, медиодорзално и субдорзално прошаран светлијим линијама. Главена капсула је бледо жуте боје, по рубовима изражено маркирана тамно смеђе, што је карактерстично за ову врсту скелара.